# أم الجماجم
أم الجماجم، هي قرية من فئة (أ) تقع في محافظة المجمعة، والتابعة لمنطقة الرياض في السعودية. وتبعد أم الجماجم عن محافظة المجمعة بمسافة تقارب (120) كم.